# Andens fenomenologi
Andens fenomenologi (tyska: Phänomenologie des Geistes) är ett av den tyske filosofen Georg Wilhelm Friedrich Hegels viktigaste och mest diskuterade verk, som utgavs 1807. I svensk översättning utgavs verket i sin helhet först 2008 av Bokförlaget Thales. Huvudtanken i Andens fenomenologi är att individens själsliv liknar mänsklighetens andliga utveckling.
Hegel avslutade författandet av Andens fenomenologi, medan franska och preussiska trupper drabbade samman i slaget vid Jena den 14 oktober 1806.

## Beskrivning
Verket beskriver världsandens dialektik genom tre stadier. Från början skulle den utgöra första delen av Vetenskapens system, där Wissenschaft der Logik skulle utgöra den andra delen. Fenomenologin skrevs i en turbulent tid i Europas historia, i ett sammanhang där Hegel ansåg att filosofin måste hamna i centrum. Hegel eftersträvade det absoluta vetandet, ett vetande där man i dess helhet kunde begripa världen och dess historia.
I sin fenomenologi grundlade Hegels sin senare filosofi och bidrog till att utveckla den tyska idealismen efter Immanuel Kant. Hegel utvecklade sina dialektiska koncept, med bland annat herre-slav-dialektiken, men han tog även upp ämnen som metafysik, epistemologi, etik, fysik, historia, religion, perception, medvetande och politisk filosofi. Verket har haft stort inflytande över västerländsk filosofi och utgör en viktig del av brytpunkten mellan den klassiska och den moderna filosofin.
Den brittiske filosofen Anthony Kenny konstaterade om Hegel att hans texter "är oerhört svåra att läsa. De ger också en omedelbar känsla av stort djup. Vid närmare betraktelse menar vissa läsare att detta intryck förstärks, medan andra menar att det försvinner." De svenska utgivarna instämde, och konstaterade att "Andens fenomenologi är ett av de mest omdiskuterade och ryktbara verken i filosofins historia, men också ett av de mer svårtolkade."